# 好男好女
《好男好女》（英語：Good Men, Good Women）是一部於1995年上映，由侯孝賢執導的台灣歷史電影，該電影改編自藍博洲原作小說《幌馬車之歌》，講述台灣白色恐怖受難者鍾浩東與其妻蔣碧玉的故事，以三個相互交織的故事情節組成，且以處理台灣近代歷史和民族認同的複雜問題為主題。
《好男好女》被視為侯孝賢以台灣歷史為主題的三部曲的最後一部作品，其前為《悲情城市》（1989）及接續《戲夢人生》(1993)，被合稱為台灣三部曲。電影在上映後曾被獲選為第48屆坎城影展正式競賽片。1995年巨石音樂製作發行電影原聲帶。

## 概述
1990年代，隨著台灣黨外運動興起，台灣的政治氣候漸趨寬鬆，蔣碧玉開始接受訪問，在構思《好男好女》企劃前，侯孝賢原想拍以同以臺灣白色恐怖時期為主題，改編臺灣眷村文學作家朱天心的《從前從前有個浦島太郎》的影視故事，描述一名因過度神經質而顯得可鄙可笑的老政治犯李家正的故事，原計劃將由偶像歌手伊能静擔任主演，在進行選角後，電影改而使用藍博洲以描述台灣白色恐怖受難者鍾浩東為主題的傳記文學《幌馬車之歌》採用，並在原作基礎上疊加了一名現代女演員的故事。
雖在此前作品《悲情城市》中，侯孝賢曾含糊處理了二二八事件與白色恐怖的關係，並且因為結尾字幕時間點的錯誤提示，這讓《悲情城市》的意義及內涵被政客所利用而扭曲觀點，由於意識到這個錯漏，於是侯孝賢進一步大膽地拍攝了直面白色恐怖的《好男好女》。
然而在電影中，侯孝賢並不直接以此鍾浩東和蔣碧玉為作為主角，而是將他們的遭遇放進一段戲中戲裡且以黑白呈現，而作為今生的梁靜則使用彩色表現出來。

### 故事大綱
梁靜是一名演員，在劇場排練著一齣還在開拍籌畫中，講述蔣碧玉一生的電影《好男好女》，劇中的她將飾演著蔣碧玉一角。某日，梁靜開始不停的收到不具名傳真，傳真的內容盡是自己從前寫的日記，讓她想起與已故的阿威的回憶。 
1940年，蔣碧玉與戀人浩東一同前往中國大陸加入抗日戰爭，五個人從台灣到了廣東被當作間諜審判，在被槍決之前幸得丘念台所救。並留在醫護團隊做事，後基於現實考量，碧玉與浩東決定將剛出生的小孩託人收養。 
1945年，隨著抗戰勝利，浩東與碧玉夫婦倆回到台灣，回台灣的浩東在基隆中學任教，碧玉到了台北廣播電台工作。三年後，浩東因二二八事件的原由，思想左傾加入中國共產黨，並成立了中國共產黨基隆中學支部，吸收群眾加入並組織讀書會，刊印《光明報》作為地下黨人精神刊物，隔年中華民國政府遷台，因《光明報》一事牽連，蔣碧玉的弟弟被捕。一天，碧玉被帶去受審，她在軍法總部中看見被拖走的浩東。1950年10月5日，浩東被以叛亂罪名處以死刑，同月14日槍決於台北馬場町刑場，他只留下一封給家人的遺書，碧玉最終獨自一人燒著紙錢，無聲落淚。
當代，梁靜碰到了阿威從前的兄弟，提及當年阿威死後，梁靜收下那三百萬的和解金的決定是對的，梁靜憶起那天在舞廳裡，自己正唱著〈金包銀〉，隨後一聲槍響讓阿威應聲倒地。梁靜的姊姊梁淑雯因發現梁靜與姊夫的關係過度親密，憤怒的找梁靜理論。兩姊妹隨之在舞廳裡抱頭和解，梁靜也哭訴起自己一直以來對於阿威的思念。
故事尾聲，《好男好女》的電影團隊要出發至廣東出外景，出發前一日，也就是1995年1月9日，74歲的蔣碧玉過世。

## 演員
- 伊能靜 飾 梁靜/蔣碧玉
- 林強 飾 鍾浩東
- 高捷 飾 阿威
- 魏筱惠 飾 梁淑雯
- 喜翔 飾 姐夫
- 蔡振南 飾 阿南
- 藍博洲 飾 蕭道應
- 呂莉勤 飾 蕭太太
- 高明 飾 李南鋒

### 友情客串
- 古軍 飾 梁父
- 陳淑芳 飾 梁母
- 羅斌 飾 龍哥
- 陳明忠 飾 戴父親[7]
- 朱天文

## 評價
香港影評人舒琪認為，《好男好女》可能比不上侯孝賢先前曾執導的作品，如《童年往事》、《戀戀風塵》或《悲情城市》，然而《好男好女》被認為是侯孝賢最感性、也最性感的作品。《好男好女》與侯孝賢過去的作品相比有著顯著的分別。最明顯的是多了大量的攝影機運動，鏡頭和人物的距離也拉近了很多，更也算是其作品上的一大突破。然而電影轉變其實只侷限在現代背景情節：即梁靜的現實生活和她的回憶片段。電影綵排和戲中戲，則仍保留過去的遠鏡頭固定風格。在兩個時代的時間軸上，使得《好男好女》片成了侯孝賢在張力特別強烈風格的作品。

## 獎項
1995年，《好男好女》曾被獲選為第48屆坎城影展正式競賽片。
| 獎項           | 獎項         | 受獎者                  | 階段／結果 |
| -------------- | ------------ | ----------------------- | ---------- |
| 第48屆坎城影展 | 金棕櫚獎     | 《好男好女》 台灣、日本 | 提名       |
| 第32屆金馬獎   | 最佳劇情片   | 《好男好女》            | 提名       |
| 第32屆金馬獎   | 最佳導演     | 侯孝賢                  | 獲獎       |
| 第32屆金馬獎   | 最佳女主角   | 伊能靜                  | 提名       |
| 第32屆金馬獎   | 最佳改編劇本 | 朱天文                  | 獲獎       |
| 第32屆金馬獎   | 最佳剪接     | 廖慶松                  | 提名       |
| 第32屆金馬獎   | 最佳錄音     | 杜篤之                  | 獲獎       |
| 亞太影展       | 最佳導演     | 侯孝賢                  | 獲獎       |
| 亞太影展       | 最佳美術指導 | 黃文英                  | 獲獎       |

## 外部連結
- 互联网电影数据库（IMDb）上《好男好女》的资料（英文）
- AllMovie上《好男好女》的资料（英文）